# Château de Limargue
Le château de Limargue est situé sur la commune d'Autoire, dans le département du Lot. 

## Historique
Pour Catherine Didon, une légende court au village concernant ce château. Pour récompenser la bravoure d'un certain Lafon sur les champs de bataille d'Italie, le roi Charles VIII l'aurait récompensé en lui donnant le privilège d'avoir un logis avec tours et mâchicoulis qui était un droit attaché à la noblesse. Le dénommé Lafon aurait alors ajouté à son logis de simples tours et gravé sur un linteau d'une tour le blason qu'il s'était choisi, une étoile, peut-être celle qui porte chance. Une porte à accolade donne accès à l'escalier à vis.
La tour fait l’objet d’une inscription au titre des monuments historiques depuis le 6 avril 1929.

## Description
Le manoir comprend un corps de logis principal et d'une aile plus basse en retour. Une tour avec escalier à vis, de cinq niveaux, est placée dans l'angle des deux corps du logis. Elle porte au niveau du troisième niveau une tourelle en encorbellement surmontée d'une toiture en poivrière qui permettait d'atteindre la pièce, chambre ou cabinet, aménagée au dernier étage.